# Søndre Nordstrand
Søndre Nordstrand er en administrativ bydel i Oslo i Norge. Bydelen har 39.066 indbyggere (2020) og er med sine 18,4 km² Oslos største bydel i areal.
Levevilkårene i det sydlige Nordstrand er blandt de bedste i byen, hvor tætheden af beboelse er Oslos laveste, med 1,9 indbyggere pr hektar. Søndre Nordstrand er efter Nordstrand, bydelen med den største grønne rum pr. indbygger. Dette kan også forklare, hvorfor kun 1,5 % af befolkningen er plaget af trafikstøj (sammenlignet med 6,8 % i Oslo i alt).
Distriktet logo er en stenbro, der symboliserer ønsket om at skabe en bro mellem de forskellige kulturer der findes i bydelen. Logoet refererer til Ljabru, en gammel stenbro, der krydser Ljanselven i Hauketo krydset. Floden er grænsen byen mellem Søndre Nordstrand og Nordstrand distrikt, bortset fra at de områder af Øvre Ljanskollen og Leirskallen (som ligger syd for floden) tilhører Nordstrand bydel.

## Udvikling
Bydelens sammensætning er geografisk og historisk delt i to, en vestlig og østlig del, med en 500 meter bred skov (smallere i nord) mellem dem. I den vestlige del er Østfoldbanen, og mn finder noget lidt ældre huse/ rækkehuse i Hauketo og Prinsdal. I 1980'erne, blev også forstaden Holmlia udviklet, senere også Mortensrud, Bjørndal og Stensrud. Lokaltoget stopper ved Hauketo Station, Holmlia Station og Rosenholm Trinbræt. Europavej E18 (Mosseveien) og en del af Europavej E6 løber gennem bydelen.
Om sommeren er Hvervenbukta en populær badestrand ved Bunnefjorden, en sidearm af Oslofjorden. 
I bydelen er ikke noget eget centrum og kommunikationsmuligheder på tværs af distriktet er få. Dette får bydelen til at fremstå som noget fragmenteret, med store demografiske forskelle mellem de forskellige forstæder.

## Befolkning
Søndre Nordstrand har en unik sammensætning af befolkningen.
Befolkningen steg med 80% til 7-årig periode fra 1986 til 1993, og gjorde Søndre Nordstrand til Oslos "yngste" bydel: 1/3 af de lokale er under 20 år. Befolkningen har et lavere uddannelsesniveau end gennemsnittet i Oslo, og over 10 % af den af beboerne modtager social bistand (her ægtefælle og børn inkluderet).
Søndre Nordstrand er også Oslo med størst minoritetsbefolkning i forhold til befolkningen. 41,2% af indbyggerne i Søndre Nordstrand har en ikke-vestlig baggrund (2008). Denne befolkningsgruppe forventes dog at være mere ressourcestærk end indvandrere, der bor i ældre dele af Oslo indre øst. Der er en tendens i Oslo, at indvandrere der oplever et stigning i levestandard, flytter ud af centrum, til kvarterer som Søndre Nordstrand.
Bydelen har hovedstadens højeste procentdele af mennesker med handicap. Dette kan forklares ved bydelens gode levevilkår og de nærmere bestemmelser for denne type behov.